# Germaria hermonensis
Germaria hermonensis är en tvåvingeart som beskrevs av Kugler 1980. Germaria hermonensis ingår i släktet Germaria och familjen parasitflugor.
Artens utbredningsområde är Israel. Inga underarter finns listade i Catalogue of Life.